# Abierto de Estados Unidos 2010
El Abierto de Estados Unidos 2010 es un torneo de tenis disputado en superficie dura, siendo el cuarto y último torneo del Grand Slam del año. La 129.ª edición del Abierto de Estados Unidos se celebró del lunes 30 de agosto al domingo 12 de septiembre de 2010, aunque posteriormente fue postergado al 13 de septiembre por clima lluvioso, en el USTA Billie Jean King National Tennis Center de Nueva York (EE. UU.).
Los defensores del título son Kim Clijsters y Juan Martín del Potro.

## Finales

### Sénior

#### Individuales masculinos
Rafael Nadal vence a  Novak Djoković 6-4, 5-7, 6-4, 6-2

#### Individuales femeninos
Kim Clijsters vence a  Vera Zvonareva 6-2, 6-1

#### Dobles masculinos
Bob Bryan /  Mike Bryan vencen a  Rohan Bopanna /  Aisam-ul-Haq Qureshi 7-6(5), 7-6(4)

#### Dobles femeninos
Vania King /  Yaroslava Shvedova vencen a  Liezel Huber /  Nadia Petrova 2-6, 6-4, 7-6(4)

#### Dobles mixto
Liezel Huber /  Bob Bryan vencen a  Květa Peschke /  Aisam-ul-Haq Qureshi 6-4, 6-4

### Junior

#### Individuales masculinos
Jack Sock vence a  Denis Kudla 3-6, 6-2, 6-2

#### Individuales femeninos
Daria Gavrilova vence a  Yulia Putintseva 6-3, 6-2

#### Dobles masculinos
Duilio Beretta /  Roberto Quiroz vencen a  Oliver Golding /  Jiří Veselý 6-1, 7-5

#### Dobles femeninos
Tímea Babos /  Sloane Stephens vencen a  An-Sophie Mestach /  Silvia Njirić, w/o
| Predecesor: Abierto de Estados Unidos 2009 | Abierto de Estados Unidos 2010 | Sucesor: Abierto de Estados Unidos 2011 |
| Predecesor: Wimbledon 2010                 | Grand Slam 2010                | Sucesor: Abierto de Australia 2011      |

- Datos: Q568472
- Multimedia: 2010 US Open (tennis) / Q568472